# Neuville-près-Sées
Neuville-près-Sées är en kommun i departementet Orne i regionen Normandie i nordvästra Frankrike. Kommunen ligger i kantonen Sées som tillhör arrondissementet Alençon. År 2018 hade Neuville-près-Sées 144 invånare.

## Befolkningsutveckling
Antalet invånare i kommunen Neuville-près-Sées
| Referens: INSEE |